# Distrikt Cocachacra

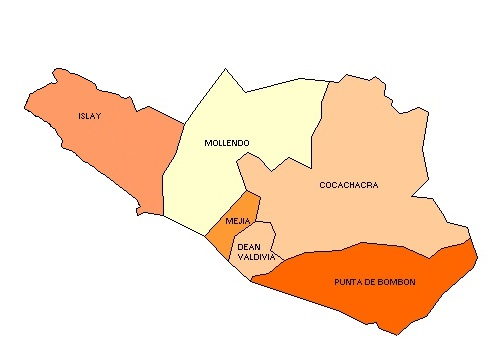
Distrikte der Provinz Islay

Der Distrikt Cocachacra liegt in der Provinz Islay in der Region Arequipa im Südwesten von Peru. Der Distrikt hat eine Fläche von 1536,96 km². Beim Zensus 2017 wurden 8.347 Einwohner gezählt. Im Jahr 1993 lag die Einwohnerzahl bei 9.391, im Jahr 2007 bei 9.342. Sitz der Distriktverwaltung ist die östlich der Mündung des Río Tambo gelegene Kleinstadt Cocachacra mit 5.477 Einwohnern (Stand 2017). 
Der Distrikt Cocachacra liegt im Nordosten der Provinz Islay. Er erstreckt sich über die küstennahe Hochfläche von Südwest-Peru und reicht bis auf 9 km an die Pazifikküste heran. Der Fluss Río Tambo durchquert den Distrikt in anfangs westlicher, später in südwestlicher Richtung. Er reicht etwa 30 km ins Landesinnere. Der Distrikt grenzt im Süden an den Distrikt Punta de Bombón, im Südwesten an die Distrikte Deán Valdivia und Mejía, im Westen an den Distrikt Mollendo, im Norden an die Provinz Arequipa sowie im Osten an die Provinz Mariscal Nieto (Region Moquegua). Im Flusstal des Río Tambo wird bewässerte Landwirtschaft betrieben, ansonsten besteht der Distrikt aus Wüste. Die Nationalstraße 1S (Panamericana) von La Joya nach Moquegua führt durch den Distrikt.